# Korisničko iskustvo
Korisničko iskustvo, poznato još i pod engleskim nazivom User experience (UX) podrazumijeva i uključuju ponašanja, stavove i emocije koje korisnik doživjava tijekom uporabe određenog proizvoda, sustava ili usluge. Korisničko iskustvo dodatno uključuje proučavanje praktičnih, iskustvenih, afektivnih, smislenih i vrijednih aspekata u odnosu čovjek-računalo. U dodatnom značenju, korisničko iskustvo uključuje i doživljavanje - percepciju aspekata sustava kao što su korisnost, učinkovitost i jdostavnost uporabe. Po svojoj prirodi UX se može okarakterizirati i kao subjektivno u svojoj prirodi s obzirom na to da ga određuju osobni doživljaji pojedinca i njegovog odnosa prema proizvodu, sustavu ili usluzi.
Korisničko iskustvo je izuzetno dinamično i interdisciplinarno područje rada koje je u stalnoj promjeni s obzirom na to da se mijenjaju načini i tipovi pojedinih rješenja, usluga i sustava.

## Definicija
Međunarodni standard "ergonomije međudjelovanja čovjeka i sustava", ISO 9241-210, definira korisničko iskustvo kao "doživljaje i odgovore koji su nastali kao posljedica korištenja određenog proizvoda ili usluge ili kao posjedica očekivanog doživljaja uporabe proizvoda, sustava ili usluge. Sudeći prema ISO definiciji - korisničko iskustvo uključujue sve korisnikove emocije, uvjerenja, preference, dođivljaje, fizičke i pishološke odgovore, ponašanja i dostignuća koja se događaju prije, tijekom i nakon uporabe. Dodatno, ISO navodi i tri ključna čimbenika koja obliku korisničko iskustvo: sustav, korisnik i kontekst uporabe.
Osim ISO standarda, postoji i još dodatni niz definicija korisničkog iskustva. Neke je definirao Law et al.

## Povijest i razvoj
Pojam korisničkog iskustva je široj javnosti prvi put približio Donald Norman sredinom 90ih godina 20. stoljeća Kasnije su se oblici i definicija korisničog iskustva dodatno mijenjali, a taj proces, posebno potaknut razvojem softverskih i nizom visoko-tehnoloških rješenja, i dalje traje.
Korisničko iskustvo interaktivnih proizvoda, web-stranica ili aplikacija se danas mjeri i opsuje nizom metoda, uključujući upitnike, fokus-grupe, testiranja iskoristivosti (usability testing) i drugih. Pojam "dizajn korisničkih iskustava" (User experience design) danas podrazumijeva planiranje, stvaranje i distribuciju rješenja. Pojedine sastavnice dizajna korisničkih iskustava se mogu sažeti u nekoliko temeljnih sastavnica: Informacijska arhitektura- IA, interakcijski dizajn - IxD, dizajn korisničkih sučelja - UI, vizualni dizajn, iskoristivost (usability), sadržaj i računalno programiranje.
Korisničko iskustvo u današnje vrijeme informacijske revolucije ima vrlo velik utjecaj prilikom razvoja i izgradenje web-sjedišta, mobilnih i web aplikacija, rješenja temeljenih na uporabi "Oblaka" (Cloud). Poslovna vrijednost ulaganja u dizajn korisničkih iskustava je značjna, međutim, precizno i nesubjektivno mjerenje povrata investicije se tek razvija. Međutim polje znanja već prepoznaje tzv. meke i tvrde doprinose procjenama povrata investicije u kontekstu korisničkog iskustva. Navodi se, tako, da se za svaki dolar uložen u dizajn i korisničko iskustvo mogu očekivati povrati od 2 do 100 dolara.

## Vanjske poveznice
- Stručna definicija korisničkog iskustva s komentarima Dana Normana
- User Experience upitnik: Karatak upitnik koji pomaže mjeriti korisničko iskustvo interaktivnih proizvoda. Dostupno u više jezika
- Razlika između dizajna korisničkih iskustava i dizajna sučelja.

.